# Versicherungsvermittler
Versicherungsvermittler sind im Versicherungswesen die mit der Vermittlung von Versicherungsverträgen betrauten Gewerbetreibenden.

## Allgemeines
Der Versicherungsvermittler ist ein Oberbegriff für den Versicherungsvertreter und den Versicherungsmakler, die sich beide mit der Vermittlung von Versicherungsverträgen befassen (§ 59 Abs. 1 VVG).  Die Versicherungsvertreter vermitteln Versicherungsverträge im Auftrag eines Versicherungsunternehmens, während die Versicherungsmakler ihre Vermittlungstätigkeit im Auftrag des Versicherungsnehmers und unter Wahrung seiner Interessen durchführen. Versicherungsvermittler sind zu unterscheiden von Versicherungsberatern.

## Zulassung und Bezeichnung
Das Gewerbe der Versicherungsvermittlung ist seit 22. Mai 2007 erlaubnispflichtig (§ 34d GewO). Die Zulassung und Aufsicht erfolgt deutschlandweit durch die Industrie- und Handelskammern (IHK). Die für den Vermittler zuständige IHK erteilt die Erlaubnis, falls bestimmte Voraussetzungen erfüllt sind.
Des Weiteren wurde beim DIHK ein Vermittlerregister eingerichtet, in das jeder Vermittler eingetragen werden muss. Der Antrag auf Eintragung muss bei der für den Vermittler zuständigen IHK gestellt werden. Die Eintragung erfolgt nur, wenn der Vermittler eine Erlaubnis nach § 34d GewO hat oder hiervon befreit ist. Sowohl die Erlaubnis als auch die Eintragung ins Register sind grundsätzlich ab 22. Mai 2007 erforderlich; jedoch bestand für Vermittler, die bereits vor dem 1. Januar 2007 tätig waren, eine Übergangsfrist bis 31. Dezember 2008.
Es stellt eine Ordnungswidrigkeit dar, ohne die erforderliche Erlaubnis vermittelnd tätig zu sein.

### Zulassungsvoraussetzungen
Voraussetzung ist eine Gewerbeanmeldung und besondere Gewerbeerlaubnis (§ 34d GewO). Ein Versicherungsvermittler muss dazu bestimmte Anforderungen erfüllen. Er muss
1. persönlich zuverlässig sein,
2. in geordneten Vermögensverhältnissen leben,
3. eine Vermögensschaden-Haftpflichtversicherung nachweisen und
4. Sachkunde nachweisen.

#### Zuverlässigkeit
Er darf in den letzten 5 Jahren vor Antragstellung nicht einschlägig strafrechtlich verurteilt worden sein.

#### Geordnete Vermögensverhältnisse
Des Weiteren müssen seine finanziellen Verhältnisse geordnet sein, was in der Regel der Fall ist, wenn über sein Vermögen kein Insolvenzverfahren eröffnet oder mangels Masse abgewiesen wurde und er nicht die eidesstattliche Versicherung bei dem für ihn zuständigen Amtsgericht – Vollstreckungsgericht – abgegeben hat.

#### Haftpflichtversicherung
Er muss weiterhin nachweisen, über eine Vermögensschaden-Haftpflichtversicherung mit einem bestimmten Mindest-Deckungsumfang zu verfügen.

#### Sachkunde
Schließlich ist der Nachweis der erforderlichen Sachkunde erforderlich. Die Sachkunde kann auf verschiedene Weisen nachgewiesen werden, insbesondere durch
- eine Sachkundeprüfung zum Versicherungsfachmann (IHK) bei der Industrie- und Handelskammer[1]
- den Nachweis des erfolgreichen Abschlusses als[2]
  - Kaufmann für Versicherungen und Finanzen (früher: Versicherungskaufmann)
  - Fachwirt für Versicherungen und Finanzen (IHK) (früher: Versicherungsfachwirt)
  - Fachwirt für Finanzberatung (IHK)
- erfolgreichen Abschluss der Hochschulstudiengänge
  - Rechtswissenschaft
  - Betriebswirtschaft mit Fachrichtung Versicherungen.

Über die erforderliche Sachkunde verfügt auch, wer schon vor dem 1. September 2000 im Bereich der Versicherungsvermittlung oder -beratung tätig war und dies bis zur Antragstellung ununterbrochen ist („Alte-Hasen-Regelung“). Detaillierte Bestimmungen dazu finden sich in der Versicherungsvermittlungsverordnung, die ebenfalls am 22. Mai 2007 in Kraft getreten ist.

### Vermittlertypen
In den nachfolgenden Abschnitten werden für beide Vermittlertypen (Makler und Vertreter) die unterschiedlichen Anforderungen hinsichtlich der Beratung dargestellt. Diese Anforderungen wurden durch das seit 22. Mai 2007 geltende neue Vermittlerrecht in weiten Bereichen kodifiziert und sind ab Inkrafttreten des Gesetzes am 22. Mai 2007 zu erfüllen.
Der Vertreter ist von einem oder mehreren Versicherern auf der Grundlage eines Agenturvertrages mit der Vermittlung von Versicherungsverträgen beauftragt und erhält von diesem für vermitteltes Geschäft eine Provision. Er ist qua Agenturvertrag Erfüllungsgehilfe des Versicherers. Im Gegensatz dazu ist ein Versicherungsmakler ausschließlich im Auftrag seines Kunden tätig und regelmäßig durch diesen bevollmächtigt, in seinem Namen Versicherungsverträge abzuschließen oder zu kündigen. Er ist Bündnisgenosse seines Kunden und einer strengen Haftung für seine Tätigkeit unterworfen. Seine Vergütung für vermitteltes Geschäft erfolgt meist als Courtage, die ihm vom Versicherungsunternehmen vergütet wird, vereinzelt auch als mit dem Kunden vereinbartes Honorar.
Im Rahmen der Umsetzung der EU-Vermittlerrichtlinie (2002/92/EG) wurden mit Wirkung vom 22. Mai 2007 in der Bundesrepublik Deutschland u. a. in die Gewerbeordnung (GewO) sowie in das Versicherungsvertragsgesetz (VVG) neue Vorschriften eingefügt, die eine klare Definition für die Vermittlertypen bringen. Im VVG wird nunmehr der Versicherungsvermittler unterschieden in Versicherungsvertreter und Versicherungsmakler.
Der Vermittler hat dem Kunden beim ersten Geschäftskontakt eine sog. Erstinformation in Textform zu übergeben, aus der sich
- Name und Geschäftsanschrift des Vermittlers,
- Vermittlerregisternummer (nebst Angabe, wo dies nachzuprüfen ist, nämlich beim DIHK im Vermittlerregister),[3]
- Vermittlerstatus (Makler oder Vertreter),
- Schlichtungsstellen für den Streitfall

ergeben (§ 11 Abs. 1 VersVermV).

#### Versicherungsvertreter
Versicherungsvertreter betreuen bestehende Kundenbeziehungen und bauen darüber hinaus neue Kundenbeziehungen auf. Einfirmenvertreter sind heute noch die am häufigsten anzutreffenden Versicherungsvermittler.
Ein Versicherungsvertreter (auch Ausschließlichkeitsvertreter genannt) ist im Normalfall Handelsvertreter nach § 84 HGB. Typischerweise sind sie als gebundener Vertreter für eine Versicherungsgesellschaft tätig und vermitteln das Versicherungsgeschäft dieser einen Gesellschaft an die Kunden. Der Vermittler hat eine Verpflichtung gegenüber der Versicherungsgesellschaft – geregelt im Vertretungsvertrag zwischen Vermittler und Versicherer.
Der Versicherungsvertreter ist gem. § 84 ff. HGB Interessenvertreter des Versicherers. Er kann als Einfirmenvertreter, mehrfach gebundener Vertreter oder als Mehrfachvertreter tätig werden. Für Versicherungsvertreter besteht grundsätzlich die Pflicht zur sog. anlassbezogenen Beratung, allerdings müssen sie nur auf die Versicherungen und deren Produkte zurückgreifen, mit denen sie eine vertragliche Bindung eingegangen sind. Diese Versicherer müssen dem Kunden gegenüber benannt werden.
Der Versicherungsvertreter ist Erfüllungsgehilfe des Versicherers, der deshalb weitgehend für diesen haftet und sich dessen Wissen zurechnen lassen muss.
In einem Agenturvertrag zwischen Versicherungsvertreter und Versicherungsgesellschaft werden häufig folgende Fragen geregelt:
- Ausschließlichkeit,
- Tätigkeitsgebiet: Bestands- und/oder Gebietsschutz,
- Kostenzuschüsse wie für Büro- oder Werbekosten,
- Ausstattung und Anforderung an ein Ladenbüro,
- Haftungsübernahmen.

#### Mehrfachagent
Eine Abwandlung des Versicherungsvertreters ist der Mehrfachvertreter, der für mehrere Versicherungsunternehmen tätig wird. Er sucht sich eine Anzahl Unternehmen aus, für die er das Versicherungsgeschäft vermittelt. Der Mehrfachvertreter kann nicht als unabhängiger Versicherungsvermittler bezeichnet werden, auch nicht wenn er über eine große Anzahl von Produktpartnern verfügt, aus denen er auswählen kann.

#### Versicherungsmakler
Der Versicherungsmakler (geregelt in § 93 ff. HGB) ist ebenfalls Vermittler von Versicherungsschutz, er hat jedoch einen separaten Vertrag mit dem Kunden – einen Maklervertrag. Im Gegensatz zum Versicherungsvertreter oder Mehrfachagent hat er keine feste Bindung an ein Versicherungsunternehmen. In der Regel hat ein Versicherungsmakler, sofern er nicht mit einem Maklerpool arbeitet, etwa 8–10 Produktpartner im Versicherungsbereich. Er ist dem Kunden gegenüber verpflichtet und nicht dem Versicherer gegenüber. Er hat bei seiner Empfehlung eine hinreichende Zahl von auf dem Markt angebotenen Versicherungsverträgen und Versicherern zu berücksichtigen, soweit er nicht ausdrücklich auf eine eingeschränkte Auswahl hinweist. Hieraus leitet sich auch eine spezielle Form der Haftung ab. Die Bezahlung erfolgt in Form einer Courtage, die Teil der Versicherungsprämie ist und vom Versicherer an den Makler vergütet wird.
Der Versicherungsmakler hat, wie bisher auch schon, aus einer hinreichenden Zahl von Versicherungsverträgen und Versicherern dem Kunden das zur Erfüllung seiner Wünsche und Bedürfnisse geeignete Angebot zu empfehlen. Diesen Rat hat er – wie auch der Versicherungsvertreter, siehe hierzu oben – zu begründen. Das Gesetz schreibt hier im Wesentlichen fest, was heute bereits durch Rechtsprechung und Handelsbrauch gültig ist. Die Anforderungen des "Best Advice", wie man sie in Großbritannien kennt, wird es in Deutschland nicht geben, gab es auch noch nicht. Maßstab ist vielmehr "suitable Advice"; dies bedeutet, dass eine den Wünschen und dem Bedarf des Kunden angemessene Versicherungslösung zu empfehlen ist.
Der Versicherungsmakler wird in aller Regel im Rahmen eines Maklervertrages tätig. Er ist grundsätzlich im Namen des Kunden tätig und wird auch dessen Interessensphäre zugerechnet. Im Maklervertrag wird geregelt, wie weit die Vollmacht zur Vertretung reicht und in welchem Rahmen die Auswahl des Angebotes erfolgen soll. Die Aufklärungs- und Risikoabklärungspflichten des Maklers können im Rahmen dieses Vertrages in geringem Umfang geregelt werden. Üblich ist heute, sich auf die Versicherer zu beschränken, die in Deutschland zugelassen sind, um so eine gewisse Rechtssicherheit zu erlangen.
Grundsätzlich wird das Sachwalter-Urteil des Bundesgerichtshofs (BGH) vom Mai 1985, das die Basis für die Maklertätigkeit darstellt, durch das neue Gesetz nicht entkräftet.

#### Produktakzessorische Versicherungsvermittler
Weiterhin dürfen auch Autohäuser, Kreditinstitute (Allfinanz) und der Versandhandel Versicherungen anbieten und treten somit als Vermittler auf.

### Abgrenzung zum Versicherungsberater
Kein Versicherungsvermittler ist der Versicherungsberater, der ausschließlich den Auftraggeber in Versicherungsfragen auf Honorarbasis berät.

## Aufgaben
Im Rahmen der Beratung müssen die Wünsche und Bedürfnisse (besser: der objektiv bestehende Bedarf) des Kunden ermittelt werden. Der Kunde ist sodann so zu beraten, wie die Komplexität des Versicherungsprodukts, die Person und die Situation des Kunden dies erfordern. Nach dem Gesetz soll auch die Höhe der Versicherungsprämie Maßstab für die Anforderungen an die Beratung sein. Dies ist ein sicherlich fragwürdiges Kriterium, auf das man sich als Vermittler im Zweifelsfall lieber nicht verlassen sollte. Der dem Kunden erteilte Rat ist schließlich zu begründen, so dass der Kunde auch später noch nachvollziehen kann, aus welchem Grunde er sich für ein bestimmtes Versicherungsprodukt entschieden hat.
Die soeben dargestellte Beratung ist in ihren Grundzügen in einer Beratungsdokumentation wiederzugeben, die der Kunde spätestens vor Abschluss des Vertrages in Textform erhalten muss.

## Ausbildung
Grundsätzlich ist eine Sachkundeprüfung zum Versicherungsfachmann als Qualifikation ausreichend. Hierfür ist weder eine Ausbildung, noch eine Schulabschluss erforderlich. Es gibt allerdings verschiedene Ausbildungsberufe und -möglichkeiten. Es gibt die Ausbildung zum Kaufmann für Versicherungen und Finanzen und die Fortbildung zum Fachwirt für Versicherungen und Finanzen.
Im Jahr 2012 waren 254.609 (Stand: 28. September 2012) Versicherungsvermittler bei der IHK registriert, jedoch war ihre Zahl in den letzten Jahren rückläufig. Im Jahr 2019 waren 199.421 (Stand 1. Juli 2019) Versicherungsvermittler registriert, jedoch betrug der Altersdurchschnitt der Versicherungsvermittler im Jahr 2019 49 Jahre. Daher werden in den kommenden Jahren viele der Vermittler in den kommenden Jahren in den Ruhestand gehen, darunter etliche, die keine rechtzeitigen Nachfolgeregelungen getroffen haben. Aktuell sind in Deutschland 179.923 (Stand 1. Juli 2025) Versicherungsvermittler registriert.

## Vergütung
Bei all diesen Vermittlerformen zahlen die Versicherungsgesellschaften eine Courtage oder Provision. Allerdings berechnen die Gesellschaften diese bei den Kunden wieder ab, was bedeutet, dass der Kunde die Vermittler bzw. Makler bezahlt.
Hier wird behauptet, dass ein Beratungsgespräch oder ähnliches für den Kunden kostenlos sei. Das stimmt für bestimmte Bereiche (z. B. Vermittler), dort ist die Beratung erst einmal kostenlos für den Kunden. Bei Maklern werden bestimmte Courtagen verlangt, die dann bei Abschluss des Vertrages wieder (vielleicht auch nur zum Teil) verrechnet werden. Dies ist jedoch unterschiedlich und sollte vom Kunden entsprechend vorher abgeklärt werden. Nicht jede Beratung, die Geld kostet, ist dieses Geld wert.

### Provision
Der Versicherungsvermittler lebt aus folgenden Einnahmequellen:
- Abschlussprovision,
- Bestandsprovision (auch Folgeprovision genannt),
- Boni aus so genannten Wettbewerben. Die Versicherungsvermittler müssen hier innerhalb einer bestimmten Zeit eine vorgeschriebene Anzahl an Verträgen mit bestimmten Beitragsvolumen abschließen, um sich für den Wettbewerb zu qualifizieren. Die besten erhalten einen Bonus,
- Zuschüsse, z. B. Aufbauzuschüsse in den ersten Jahren oder garantierte Zuschüsse wegen eines geringen Kundenbestands.

Die Provisionen werden auf die Versicherungsnehmer umgelegt und in die Beiträge eingerechnet. Bei bestimmten Versicherungssparten wie der Lebensversicherung müssen diese Kosten explizit ausgewiesen werden.

### Honorar
Versicherungsmakler können Gewerbekunden auf Honorarbasis beraten. Einige Versicherungsmakler bieten auch Privatkunden ihre Dienste gegen Honorar an. Letzteres ist umstritten, da die gesamten Beratungskosten für den Verbraucher nur noch schwierig zu durchschauen sind.

## Berufshaftpflicht
Es besteht nach der neuen gesetzlichen Regelung eine eigene Haftung der Vertreter und Makler für Falschberatung und die unzureichende Erfüllung der oben beschriebenen Anforderungen.
Im Rahmen der Neuregelung des Vermittlerrechts wird für jeden Vermittler eine Berufshaftpflicht vorgeschrieben, die bestimmte Anforderungen etwa hinsichtlich der Deckungssumme und des Geltungsbereichs zu erfüllen hat. Diese Verpflichtung besteht ab 22. Mai 2007. Die Versicherungsgesellschaften dürfen grundsätzlich ab diesem Datum kein Geschäft von Vermittlern annehmen, die nicht über eine derartige Haftpflichtversicherung verfügen. Für Vermittler, die bereits vor dem 1. Januar 2007 tätig waren, gilt insoweit jedoch eine Übergangsfrist bis 31. Dezember 2008.
Der Einfirmenvertreter sowie der mehrfach gebundene Vermittler können sich durch einen Versicherer freizeichnen lassen. Der Versicherer übernimmt also die Haftung, für die ansonsten eine Berufshaftpflichtversicherung einstehen müsste.

## Interessensvereinigungen
Die IHK ist gesetzliche Interessenvertretung. Es gibt eine Vielzahl an weiteren Vereinigungen. Die Interessenvereinigung von Versicherungsvertretern einer bestimmten Versicherungsgesellschaft nennt man Hausvereine. Wichtige Berufsverbände von Versicherungsmaklern sind der Verband Deutscher Versicherungsmakler (VDVM), Bundesverband Deutscher Versicherungskaufleute (BVK) sowie der AfW – Bundesverband Finanzdienstleistung.

## International
Das Vermittlerrecht gilt in allen EU-Mitgliedstaaten.

## Einzelbelege
1. ↑  § 1 VersVermV
2. ↑  § 4 VersVermV
3. ↑  www.vermittlerregister.info
4. ↑  BGH, Urteil vom 22. Mai 1985, Az.: IVa ZR 190/83 = BGHZ 94, 356
5. ↑  jscheinpflug: Statistiken Vermittlerverzeichnisse — Deutscher Industrie- und Handelskammertag. Abgerufen am 19. Juli 2019.
6. ↑  jscheinpflug: Statistiken Vermittlerverzeichnisse — Deutscher Industrie- und Handelskammertag. Abgerufen am 19. Juli 2019.
7. ↑  Christian Schnell: Versicherungsvermittler: Die verzweifelte Suche nach dem Königsweg. Abgerufen am 19. Juli 2019.
8. ↑  Maklerbarometer 2019 - MaklerKauf. In: - MaklerKauf. Abgerufen am 19. Juli 2019 (deutsch).